# João, Conde de Cleves
João, Conde de Cleves (em alemão:  Johann, Graf von Kleve; ca.1293 - 19 de novembro de 1368), foi um nobre alemão, membro da casa de de Cleves. Era o filho mais novo do Conde Teodorico VII de Cleves e de Margarida de Habsburgo, e foi Conde de Cleves de 1347 até à su morte, em 1368.

## Biografia
Como filho mais novo, João não tinha qualquer perspectiva de vir a herdar do pai o Condado de Cleves e, por isso, no ano de 1310, ele inicia uma carreira eclesiástica, tornando-se cônego de Colónia, Mogúncia, Tréveris, Utrecht e Xanten. De 1320 à 1347, ele já é decano da catedral de Colónia. 
Contudo, em 1310, o seu irmão mais velho, Otão, que sucedera ao pai em 1305, morre sem descendência. O segundo na ordem de sucessão, Teodorico, sucede ao irmão como conde de Cleves. 
Por volta de 1333, um diferendo opõe Teodorico e João, a respeito da sucessão. Após dois casamentos, o conde de Cleves apenas tem três filhas, não existindo qualquer descendência masculina. Por fim, o conde Teodorico VIII aceita o seu irmão João como sucessor. 
Teodorico vem a morrer em 7 de julho de 1347. João acaba por renunciar à carreira eclesiástica, casando-se, então, com Matilde de Gueldres, deixando-se encoller numa guerra de sucessão que explode no Ducado de Gueldres entre os seus dois cunhados, Reinaldo III e Eduardo. João toma partido por Reinaldo e é recompensado ao adquirir a cidade de Emmerich que aumenta os seus territórios. Mas Reinaldo acaba por ser vencido em Tiel e aprisionado no castelo de Nijenbeek. 
João de Cleves vem a falecer em 19 de novembro de 1368. Durante o seu governo, o condado de Cleves expandiu-se e modernizou-se. Mas o João mão teve descendência, e é o seu sobrinho, Adolfo III, Conde de Mark que lhe sucede. O Condado passa, assim, da Casa de Cleves para a Casa de Mark.

## Casamento
Em 1348, o conde João de Cleves casa com Matilde de Gueldres (1325-1384), Duquesa de Gueldres (1371-1381), filha de Reinaldo II de Gueldres e de Sofia Berthout, senhora de Malines. Deste casamento não houve descendência.